# Лаускис, Валдис Петрович
Ва́лдис Петро́вич Ла́ускис (латыш. Valdis Lauskis; род. 29 апреля 1957, Даугавпилс) — латвийский политик, педагог и спортсмен, мэр города Даугавпилса 1991—1994 годах, депутат 7-й Саэймы, председатель Даугавпилсской латгальской общины.

## Биография
Родился 29 апреля 1957 года в городе Даугавпилсе (Латвийская ССР) в семье рабочих. Окончил Даугавпилсскую среднюю школу № 1 и физико-математический факультет Даугавпилсского педагогического института.
Вступил в КПСС (КПЛ). Во время перестройки после раскола КПЛ возглавил городскую организацию Независимой Коммунистической партии Латвии, которая позднее была переименована в Демократическую партию труда. Далее являлся основателем Латгальской демократической партии, став её председателем. В 1999 году партия объединилась с ЛСДРП. В 1999 году Валдис Лаускис стал её вице-председателем, а с 2000 — генеральным секретарём.
17 сентября 1991 года назначен Верховным Советом ЛР руководителем Даугавпилсской временной городской управы. Руководил управой до 8 июня 1994 года, до выборов местного самоуправления 29 мая. На выборах его партия получила три места из 15. Городскую Думу возглавил победитель выборов А. А. Видавский.
Являлся депутатом 7-й Саэймы, руководителем фракции ЛСДРП. 15 апреля 2004 года вышел из ЛСДРП.
В 2004 году получил степень магистра социальных наук в экономике. Участвовал в создании партии Новый центр.
На 2010 год являлся председателем Партии социальной справедливости и сопредседателем объединения «Ответственность» («Atbildība»).
Женат, в семье трое детей.

### Спортивная карьера
В школе занимался волейболом, после окончания института выступал за волейбольную команду города Донецка, Мастер спорта СССР по волейболу.